# LAight-Therapie
Unter LAight-Therapie versteht man ein physikalisches Verfahren zur ambulanten Behandlung von Acne inversa (Hidradenitis suppurativa), akuten Abszessen und Akne, welches von der Firma LENICURA in Deutschland entwickelt wurde. Bei dieser Kombinationstherapie aus verschiedenen Lichtspektren und Radiofrequenz werden betroffene Areale mit einem Kontaktgel benetzt und anschließend mit einer speziellen Kombination aus unterschiedlichen Lichtwellen und Radiofrequenz bestrahlt. Dabei kommt es zur Absorption der emittierten elektromagnetischen Wellen in unterschiedlicher Eindringtiefe in der Epidermis und Dermis – je nach vorhandener Entzündungsstruktur und Tiefe der eitrigen Einschlüsse – auch in der Unterhaut. Hierdurch werden bakterizide, photodynamische Effekte direkt an der Hautoberfläche erzielt, wodurch unter anderem die vorhandene Hyperkeratose gemindert wird. Die Therapie entfaltet eine antientzündliche Wirkung im Bestrahlungsareal, beschleunigt die Abszessreife und fördert deren Entleerung. Sie wirkt oft sofort schmerzlindernd und regt die Gewebeneubildung an. Zudem wird der erneuten Bildung von Talgeinschlüssen entgegengewirkt.
Das zum Behandlungsverfahren benötigte Medizinprodukt besitzt eine europaweit gültige medical CE-Zulassung, ist aber nur in Deutschland sowie Österreich verfügbar.

## Anwendungsgebiete
Die LAight-Therapie ist eine äußerlich angewandte Therapie zur Behandlung entzündlicher Läsionen (Abszesse, Fisteln, Knoten, Pickel, Pusteln) und kommt insbesondere bei Akne inversa / Hidradenitis suppurativa (L73.2) zum Einsatz. Für diese Indikation ist sie die einzige für alle Schweregrade zugelassene Therapieoption, ist jedoch vom G-BA noch nicht bewertet worden und somit noch keine Kassenleistung in Deutschland.
Darüber hinaus ist das Behandlungsgerät zur Therapierung nicht chronischer Hautabszesse (L02) sowie zur Behandlung aller Akne-Formen (L70), inklusive Akne conglobata und Akne vulgaris, zugelassen.

## Forschungs- und Förderprojekte mit LAight
- NICE-Studie der Hautklinik der Universitätsmedizin Mainz: Von 2014 bis 2016 wurde an der Hautklinik Mainz eine monozentrische Studie zur Wirksamkeit der Kombinationstherapie aus Licht und Radiofrequenz durchgeführt.[2]
- RELIEVE-Studie: Multizentrische Studie zum Vergleich der Effektivität der Behandlung der Akne inversa mit der Kombination der LAight®-Therapie mit leitliniengerechter medikamentöser Therapie im Verhältnis zu leitliniengerechter medikamentöser Therapie alleine. Teilnehmende Zentren: Hautklinik der Universitätsmedizin Mainz, Universitätsmedizin Wrocław (Breslau, Polen), Hautarztpraxis Dr. Kirschner (Mainz)[7]
- EsmAiL – Evaluation eines strukturierten und leitlinienbasierten multimodalen Versorgungskonzepts für Menschen mit Akne inversa unter Konsortialführung der Hautklinik Mainz mit den Konsortialpartnern Deutsche Gesellschaft für Wundheilung und Wundbehandlung e. V., Martin-Luther-Universität Halle-Wittenberg, Techniker Krankenkasse, BARMER[8][9][10][11][12][13]